# 뜨거운 녀석들
《뜨거운 녀석들》(영어: Hot Fuzz)은 2007년 공개된 버디 액션 코미디 영화로, 에드거 라이트가 연출하고 사이먼 페그와 공동 각본을 썼다. 페그, 닉 프로스트, 티머시 돌턴, 짐 브로드벤트 등이 출연하였다.
《새벽의 황당한 저주》(2004)를 잇는 "Three Flavours Cornetto"(→세 가지 맛 코르네토) 코미디 영화 삼연작 두 번째 작품이다. 사이먼 페그와 닉 프로스트가 연기한 두 경찰이 경찰을 은유하는 파란색 포장지에 싸인 클라시코 코르네토 콘을 먹는 장면이 나온다.
평과 흥행 양면에서 성공하였으며, 2020년 엠파이어는 21세기 가장 위대한 영화 목록을 발표하며 이 영화를 67위에 올려놓았다.

## 줄거리
광역경찰청 순경 닉은 경사로 승진하면서 글로스터셔주 샌퍼드 시골 마을로 새로 발령받고 그곳에서 프랭크 경위의 아들인 대니 순경을 만난다. 동네는 따분하고 동료들은 무능한 가운데 자경단인 이웃 감시단(Neighbourhood Watch Alliance)은 범죄 발생률을 낮게 유지하는 게 경찰을 존중하는 것보다 더 중요하다고 여긴다.
어느 날 망토를 뒤집어쓴 인물이 지역 연극 "로미오와 줄리엣" 주연 배우들을 살해하고 이를 자동차 사고로 위장한다. 곧 부유한 토지 개발업자 조지 머천트도 망토 인간에 의해 가스 폭발로 살해당한다. 닉은 일련의 사건들이 최근 부동산 계약 문제와 관련이 있어 보인다고 추정한다.
마을 행사에서 지역 기자 팀 메신저가 닉에게 접근해 망토를 걸친 인물에 대한 정보가 있다고 운을 띄운다. 그러나 팀은 본격적으로 말을 꺼내기도 전에 교회 탑에서 떨어진 석조에 맞아 사망한다. 이어 플로리스트 레슬리가 조지 머천트 동업자에게 땅을 팔 생각이라고 닉에게 말하자마자 전정가위로 살해 당한다.
닉은 슈퍼마켓 관리자 사이먼 스키너를 살인 용의자로 의심한다. 문제의 부동산 계약이 성사되면 경쟁 업체가 될 새 슈퍼마켓이 들어설 예정이기 때문이다. 하지만 범행 시각 사이먼은 다른 곳에 있었다는 게 입증된다. 이에 닉은 범인이 여럿이라는 가설을 세우고, 마침 슈퍼마켓 직원 러치가 닉을 공격한다. 러치를 제압한 닉은 이웃 감시단이 샌퍼드성에서 비밀 모임을 갖는다는 사실을 알아낸다.
이웃 감시단 집회에 잠입한 닉은 이웃 감시단 대장이 다름 아닌 프랭크 경위이며, 이웃 감시단에서 "올해의 마을"상을 타는 데 방해 요인이 되는 사람들을 죽여왔다는 사실을 알게 된다. 제1회 대회 때 프랭크의 아내이자 대니의 어머니였던 아이린은 샌퍼드가 우승을 차지하게 하려고 온갖 노력을 기울였으나 심사위원들이 도착하기 전날 밤 롬인들이 이를 다 망쳐버리자 자살하였다. 이후 프랭크는 샌퍼드가 매년 올해의 마을상을 타게 하기 위해서라면 무슨 짓이든 하겠다고 다짐했는데...

## 출연
| - 사이먼 페그 - 니컬러스 "닉" 에인절 순경(→경사→경위) 역 - 닉 프로스트 - 대니 버터먼 순경(→경사) 역 - 짐 브로드벤트 - 프랭크 버터먼 경위 역 - 패디 콘시다인 - 앤디 웨인라이트 경사 역 - 레이프 스폴 - 앤디 카트라이트 경장 역 - 케빈 엘든 - 토니 피셔 경사 역 - 올리비아 콜먼 - 도리스 대처 순경 역 - 칼 존슨 - 밥 워커 순경 역 - 빌 베일리 - 쌍둥이 터너 경사 역 - 티머시 돌턴 - 사이먼 스키너 역 - 에드워드 우드워드 - 톰 위버 교수 역 - 빌리 화이틀로 - 조이스 쿠퍼 역 - 에릭 메이슨 - 버나드 쿠퍼 소령 역 - 스튜어트 윌슨 - 로빈 해처 박사 역 - 폴 프리먼 - 필립 슈터 목사 역 - 로리 매캔 - 마이클 "러치" 암스트롱 역 - 케네스 크래넘 - 제임스 리퍼 역 - 마리아 찰스 - 리퍼 부인 역 - 피터 라이트 - 로이 포터 역 - 줄리아 디킨 - 메리 포터 역 - 트레버 니컬스 - 그레그 프로서 역 - 엘리자베스 엘빈 - 셰리 프로서 역 - 퍼트리샤 프랭클린 - 애넷 로퍼 역 - 러레인 힐턴 - 어맨다 페이버 역 - 팀 발로 - 트리처 씨 역 - 앤 리드 - 레슬리 틸러 역 | - 벤 매케이 - 피터 코커 역 - 애덤 벅스턴 - 팀 메신저 역 - 데이비드 스렐폴 - 마틴 블로어 역 - 루시 펀치 - 이브 드레이퍼 역 - 데이비드 브래들리 - 아서 웨블리 역 - 론 쿡 - 조지 머천트 역 - 스티븐 머천트 - 피터 이언 스테이커 역 - 앨리스 로 - 티나 역 - 마틴 프리먼 - 경사 역 - 스티브 쿠건 - 경위 역 - 빌 나이 - 케네스 경감 역 - 케이트 블란쳇 - 저닌 법의학 수사관 역 - 피터 잭슨 - 파더 크리스마스 복장을 한 남자 역 - 에드거 라이트 - 슈퍼마켓 진열대 담당자 역 |  |

## 제작

### 감독 본인 작품 인용
에드거 라이트는 《더티 해리》(1971)와 《리썰 웨폰》(1987)을 자기식으로 해석했던 본인의 마지막 아마추어 작품 《Dead Right》에서 일부 요소를 따왔다. 《새벽의 황당한 저주》(2004)를 패러디한 장면도 존재한다.

### 타작품 인용
《폭풍 속으로》(1991), 《폴리스 스토리 3: 초급경찰》(1992), 《나쁜 녀석들 II》(2003) 등의 DVD 표지나 짧은 영상이 사용되었다.
이 영화에 출연한 에드워드 우드워드가 주인공으로 나온 《위커맨》(1973)에 대한 오마주이기도 하다.

## 같이 보기
- 새벽의 황당한 저주
- 지구가 끝장 나는 날